# Río Manapiare
Cet article concerne la rivière. Pour la municipalité, voir Manapiare.
Le río Manapiare est un cours d'eau du Venezuela faisant partie du bassin versant de l'Orénoque. Il naît dans le plateau des Guyanes, dans l'est du Venezuela, et coule vers sa confluence avec le río Ventuari dont il est le principal affluent.